# چه کسی از گرگ بد بزرگ می‌ترسد؟

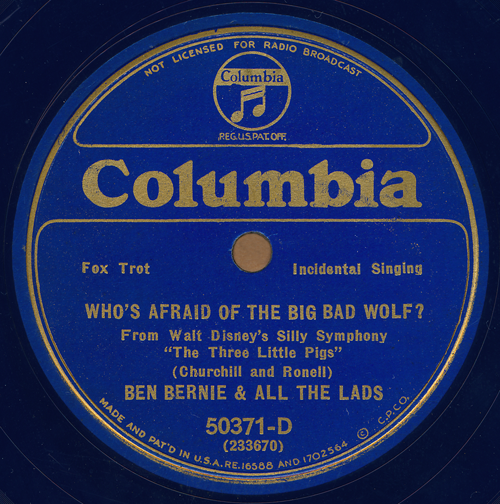
نسخه بن برنی در ۱۹۳۳، از «کلمبیا رویال بلو رکوردز»

«چه کسی از گرگ بد بزرگ می‌ترسد؟» (انگلیسی: Who's Afraid of the Big Bad Wolf?‎) ترانه‌ای عامه‌پسند است که توسط فرانک چرچیل با اشعار اضافی توسط آن رونل نوشته شده‌است. این ترانه ابتدا در انیمیشن سه خوک فسقلی (۱۹۳۳) شرکت والت دیزنی نمایش داده شد. همچنین این ترانه بیانگر عزم مردم در برابر «گرگ بد بزرگ» دوران رکود بزرگ است. این ترانه همچنان یکی از معروف‌ترین آهنگ‌های دیزنی است که توسط بسیاری از هنرمندان و گروه‌های موسیقی بازخوانی شده‌است. علاوه بر این، الهام بخش عنوان نمایشنامه چه کسی از ویرجینیا وولف می‌ترسد؟ نوشته ادوارد آلبی در سال ۱۹۶۳ بوده‌است.